# Marian Cieślak (polityk)
Marian Cieślak (ur. 17 marca 1932 w Zdołbunowie, zm. 28 października 2014 w Wojnowicach) – polski rolnik, poseł na Sejm PRL VII kadencji.

## Życiorys
Syn Jana i Stefanii. W 1952 ukończył Państwowe Technikum Rolnicze w Bierutowie. W 1955 został kierownikiem gospodarstwa rolnego w Oddziale Zaopatrzenia Robotniczego Marcinkowice, a w 1958 kierownikiem punktu skupu w Spółdzielni Ogrodniczej Strzegom. Od 1961 pracował w Wydziale Rolnictwa prezydium Powiatowej Rady Narodowej we Wrocławiu, skąd został przeniesiony do Spółdzielni Produkcyjnej w Racławicach, gdzie pełnił funkcję najpierw kierownika produkcji, a następnie prezesa. W 1976 uzyskał mandat posła na Sejm PRL w okręgu Wrocław z ramienia Zjednoczonego Stronnictwa Ludowego. Zasiadał w Komisji Przemysłu Lekkiego oraz w Komisji Rolnictwa i Przemysłu Spożywczego.